# Melissa Drost
Melissa Drost (Schagen, 3 mei 1985) is een Nederlands actrice.

## Biografie
Drost speelt vanaf kinds af aan al viool en heeft veel gedanst (klassiek ballet). Ze studeerde japanologie aan de Universiteit van Leiden. Nadat ze haar bachelor had behaald, besloot Drost om alsnog naar het conservatorium te gaan. Ze studeerde muziektheater en rondde deze opleiding af in 2011.
Tijdens haar studie liep Drost stage bij Soldaat van Oranje. Na haar studie bleef Drost verbonden aan deze musical en werd ze de eerste cast van hofdame Tessa. Later speelde ze ook regelmatig de vrouwelijk hoofdrol van Charlotte, eerst als understudy en uiteindelijk als first cast. Na haar tijd bij Soldaat speelde ze in andere theaterstukken. Waarbij voornamelijk haar rol in De Tweeling een belangrijke rol voor haar was.
Naast haar theaterrollen speelde Drost ook in televisieseries. Haar eerste hoofdrol was als Laura Smit in Malaika, maar deze serie werd door teleurstellende kijkcijfers na één seizoen stop gezet. Daarna kreeg ze de rol van juf Roos in de gelijknamige serie, waarvan eind 2017 het tweede seizoen uitkwam. Drost was verder te zien in gastrollen in series als Het Klokhuis (2014), Danni Lowinski (2015), Jeuk (2015), Nieuwe Tijden (2016) en Weemoedt. Ook is Drost te zien in de speelfilm Rokjesdag.
In juni 2017 maakte Drost haar intrede in de RTL 4-soap Goede tijden, slechte tijden waar ze tot 2020 de rol van Sjors Langeveld vertolkte. Ze nam de rol over van actrice Inge Schrama die kampte met een burn-out. In eerste instantie zou Schrama na herstel wel terugkeren, maar na 2 jaar maakte Schrama in 2019 definitief bekend niet terug te keren waardoor Drost de rol kon blijven vertolken.
In het najaar van 2018 vertolkte Drost de rol van Louise van der Laan in de korte film No. 8739 van GTST-collega Faye Bezemer die zij maakte voor het 48 Hour Film Project.
In de zomer van 2019 waren Drost en GTST-collega Alkan Çöklü de hoofdredacteuren van de derde editie van het GTST Magazine.
In 2020 was Drost te zien in de VIP-versie van Ik weet er alles van!
In 2021 was ze deelneemster aan De Slimste Mens. In 2024 deed ze mee aan Waku Waku.

## Privé
Drost heeft een dochter uit een eerdere relatie met acteur Lykele Muus, met wie ze tussen 2011 en 2017 samen was. De twee leerden elkaar kennen op de set van Soldaat van Oranje. Tussen begin 2018 en april 2019 had ze een relatie met GTST-collega Alkan Çöklü.

## Filmografie
| Film als actrice      | Film als actrice             | Film als actrice    | Film als actrice                     |
| Jaar                  | Productie                    | Rol                 | Opmerkingen                          |
| --------------------- | ---------------------------- | ------------------- | ------------------------------------ |
| 2016                  | Rokjesdag                    | Paulien             | Bijrol                               |
| 2018                  | No. 8739                     | Louise van der Laan | Korte film voor 48 Hour Film Project |
| 2019                  | Juf Roos is jarig            | Juf Roos            |                                      |
| 2020                  | Casanova's                   | Rachel              |                                      |
| 2021                  | Liefde zonder grenzen        | Sanne               |                                      |
| 2022                  | Kwestie van geduld           | Jeanne Bartels      |                                      |
| Televisie als actrice |                              |                     |                                      |
| Jaar                  | Productie                    | Rol                 | Opmerkingen                          |
| 2013                  | Malaika                      | Laura Smit          | Vaste rol                            |
| 2015                  | Danni Lowinski               | Lotte Dijkzicht     | Bijrol                               |
| 2015                  | Jeuk                         | Melissa             | Bijrol                               |
| 2015–2019             | Juf Roos                     | Juf Roos            | Hoofdrol                             |
| 2016                  | Nieuwe Tijden                | Sabine              | Gastrol                              |
| 2016                  | Weemoedt                     | Marianka            | Gastrol                              |
| 2017–2020             | Goede tijden, slechte tijden | Sjors Langeveld     | Vaste rol                            |
| 2022                  | Flikken Maastricht           | Inge Janssons       | Gastrol                              |